# Епархия Иокогамы
 Епархия Иокогамы  (лат. Dioecesis Yokohamaënsis) — епархия Римско-Католической церкви с центром в городе Иокогама, Япония. Епархия Иокогамы входит в митрополию Токио. Кафедральным собором епархии Иокогамы является церковь Святейшего Сердца Иисуса.

## История
9 ноября 1937 года Римский папа Пий XI издал буллу «Quod iamdiu», которой учредил епархию Иокогамы, выделив её из архиепархии Токио.
4 января 1939 года епархия Иокогамы передала часть своей территории апостольской префектуре Уравы (сегодня — Епархия Сайтамы).

## Ординарии епархии
- архиепископ Жан-Батист-Алексис Шамбон (9.11.1937 — 12.11/1940);
- епископ Томас Асагоро Вакида (Wakita) (25.03.1947 — 5.07.1951);
- епископ Лука Кацусабуро Араи (13.12.1951 — 30.10.1979);
- епископ Стефан Фумио Хамао (30.10.1979 — 15.06.1998);
- епископ Рафаил Масахиро Умэмура (16.03.1999 — по настоящее время).

## Источник
- Annuario Pontificio, Libreria Editrice Vaticana, Città del Vaticano, 2003, ISBN 88-209-7422-3
- Булла Quod iamdiu, AAS 30 (1938), p. 186  (лат.)